# BE (album de Beady Eye)
 (février 2021).
Si vous disposez d'ouvrages ou d'articles de référence ou si vous connaissez des sites web de qualité traitant du thème abordé ici, merci de compléter l'article en donnant les références utiles à sa vérifiabilité et en les liant à la section « Notes et références ».
Albums de Beady Eye
Different Gear, Still Speeding
(2011)
BE est le deuxième album du groupe Beady Eye, sorti le 10 juin 2013. Cet album a été produit par Dave Sitek, qui a déjà produit des disques des Yeah Yeah Yeahs, de TV on the Radio et Jane's Addiction.
Le premier single, Second Bite of the Apple est sorti en mai 2013.

## Chanson
Toutes les chansons composées par Liam Gallagher, Gem Archer et Andy Bell
1. "Flick of the Finger" (Liam Gallagher, Gem Archer, Andy Bell) – 3:46
2. "Soul Love" (Gallagher) – 5:10
3. "Face the Crowd" (Bell) – 4:00
4. "Second Bite of the Apple" (Archer) – 3:28
5. "Soon Come Tomorrow" (Bell) – 4:58
6. "Iz Rite" (Archer) – 3:26
7. "I'm Just Saying" (Bell) – 3:45
8. "Don't Brother Me" (Gallagher) – 7:30
9. "Shine a Light" (Gallagher) – 5:04
10. "Ballroom Figured" (Archer) – 3:31
11. "Start Anew" (Gallagher) – 4:29

Beady Eye
- Liam Gallagher - lead vocals, tambourine, guitar
- Gem Archer - guitar, backing vocals
- Andy Bell - guitar, backing vocals
- Chris Sharrock - drums and percussion

Session musicians
- Jeff Wootton - bass guitar

Producer
- Dave Sitek

## Sortie
Le groupe a eu recours à une tactique promotionnelle sur Internet où les gens devaient partager le site de Beady Eye pour débloquer des morceaux de Flick of the Finger.
L'édition bonus contient 4 chansons supplémentaires.